# وتچینکین (دهانه)
وتچینکین یک دهانه برخوردی در ماه‌ است.

## دهانه‌های اقماری
این دهانه ۴ دهانه اقماری دارد.
| Vetchinkin | عرض جغرافیایی | طول جغرافیایی | قطر          |
| ---------- | ------------- | ------------- | ------------ |
| Q          | ۹.۶° N        | ۱۳۰.۷° E      | ۲۳.۰ کیلومتر |
| P          | ۷.۷° N        | ۱۳۰.۳° E      | ۱۷.۰ کیلومتر |
| K          | ۹.۶° N        | ۱۳۲.۳° E      | ۲۲.۰ کیلومتر |
| F          | ۱۰.۰° N       | ۱۳۴.۰° E      | ۳۰.۰ کیلومتر |